# Teuthraustes simonsi
Espèce
Synonymes
- Chactas simonsi Pocock, 1900

Teuthraustes simonsi est une espèce de scorpions de la famille des Chactidae.

## Distribution
Cette espèce est endémique de la province de Carchi en Équateur,.

## Description
Le mâle holotype mesure 68 mm.

## Systématique et taxinomie
Cette espèce a été décrite sous le protonyme Chactas simonsi par Pocock en 1900. Elle est placée dans le genre Teuthraustes par Kraepelin en 1912.

## Étymologie
Cette espèce est nommée en l'honneur de Perry Oveitt Simons.

## Publication originale
- Pocock, 1900 : Some new or little-known Neotropical scorpions in the British Museum. Annals and Magazine of Natural History, sér. 7, vol. 5, p. 469–478 (texte intégral).